# Oplopomus
Oplopomus es un género de peces de la familia Gobiidae y de la orden de los Perciformes. Se encuentra en los arrecifes de coral en la región Indo-Pacífico.

## Especies
- Oplopomus caninoides (Bleeker, 1852)
- Oplopomus oplopomus (Valenciennes, 1837)

- Datos: Q267503
- Multimedia: Oplopomus / Q267503
- Especies: Oplopomus